# Revenue Act of 1862
Revenue Act of 1862 var ett lagförslag syftande till utökad finansiering av Amerikanska inbördeskriget vilket signerades till lag av president Abraham Lincoln den 1 juli 1862.
Lagen innehöll tre delar: 
1. att upprätta en federal skattemyndighet som ett departement för skatteindrivning
2. att upprätta ett system med moms på dagliga varor och tjänster samt
3. att justera upp den federala inkomstskatten vilken upprättades genom Revenue Act of 1861